# قناة إسكيلز
كانت قناة إسكيلز (بالفرنسية: Escales) قناة تلفزيونية متخصصة في مجال الرحلات واكتشاف العالم. وهي مملوكة الآن لشركة AB Sat SA، وتبلغ ميزانيتها قرابة 24 مليون يورو، بتمويل كامل من مجموعة AB.

## تاريخ القناة
أُطلقت القناة في عام 1996 باسم Evasions ضمن باقة AB Sat الفضائية، وكانت قناة وثائقية تقوم بتغطية أنشطة السفر، حيث دخلت في منافسة مع قناة كنال سات المعروفة باسم Voyage.
تغيرت ملكية القناة منذ أكتوبر 2007، وانضمت إلى الكيان الألماني السابق Terranova الذي توقف عن البث في يوليو 2007، والذي كان يعرض أيضًا برامج وثائقية. تولت قناة إسكيلز بث العديد من برامجها في منافسة مع قناة Voyage.
تغير اسم القناة إلى Trek في 2 فبراير 2015.

### الميزانية
تمتلك شركة AB Sat SA قناة إسكيلز، وتبلغ ميزانيتها 24 مليون يورو، بتمويل كامل من مجموعة AB.

## البرامج
تعتمد القناة على برامج السفر والسياحة. وتتناول برامجها السياحة والسفر.
تعرض القناة سلسلة من الأفلام الوثائقية، عن الدول أو منطقة من فرنسا أو أوروبا أو العالم، لتقديم دليل سياحي للمواقع الخلابة للزوار أو الأماكن أو الأنشطة غير العادية.

## البث
بدأ بث قناة إسكيلز في الأصل على AB Sat فقط، ولكنها صارت متاحة بعد ذلك من خلال الاشتراك في جميع شبكات الكابل الفرنسية والسويسرية، على حزم Bis Télévisions وOrange وTéléSAT وCanalSat بالإضافة إلى باقات ADSL الرئيسية.

## روابط خارجية
- موقع القناة الرسمي (بالفرنسية)